# Fiversätraön

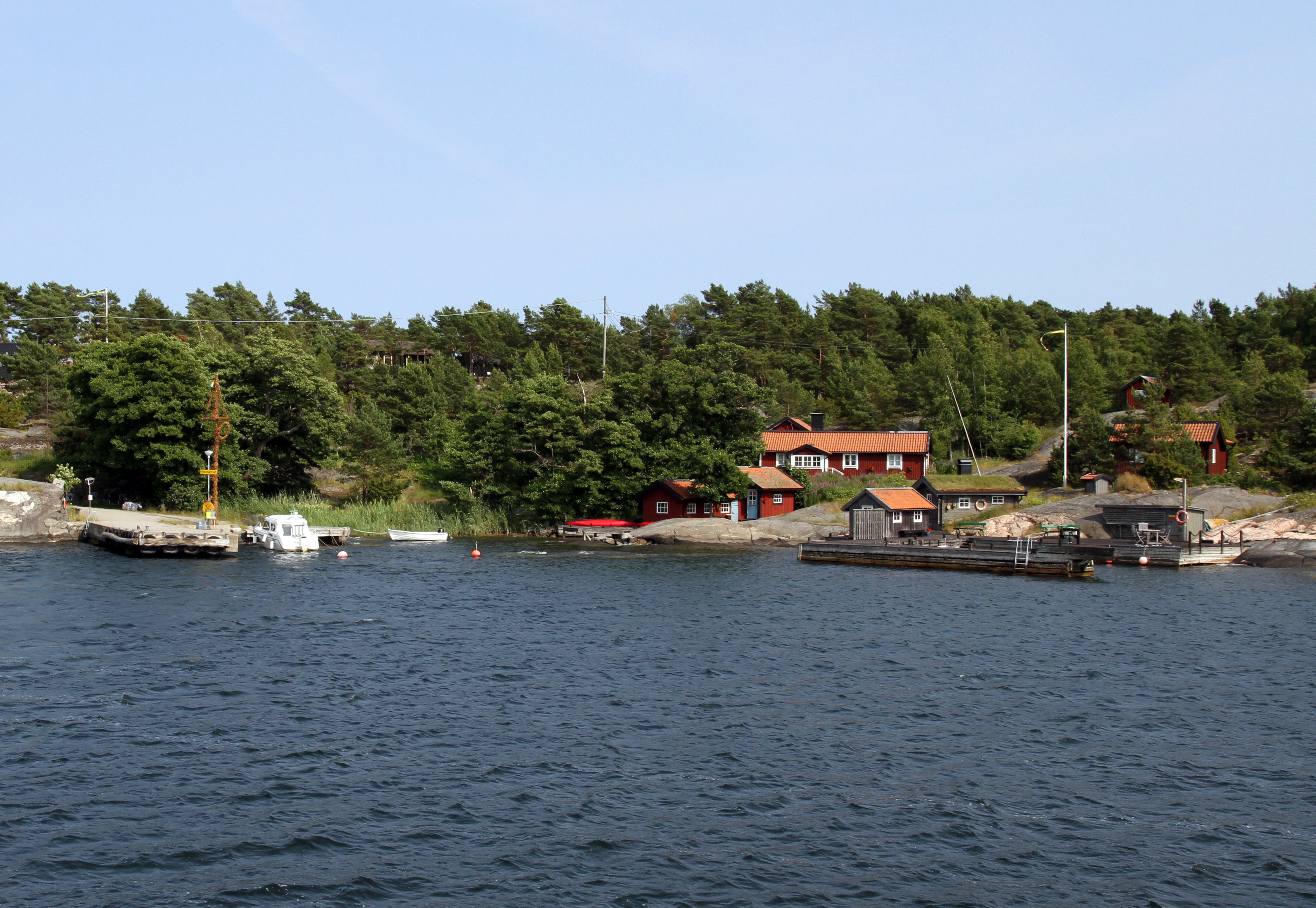
Fiversätraö brygga 7 juli 2013

Fiversätraön eller Fiversättraön är en 2 kilometer lång ö i Haninge kommun ca 2 nautiska mil öster om Ornö och en nautisk mil norr om Fjärdlång, Stockholms skärgård. Ön har en yta på 75 hektar.
Fiversätraön lydde tidigare under byn Fiversätra på Ornö. Ön nyttjades då för bete. I början av 1800-talet uppfördes ett torp på ön. År 1959 styckades ön av för fritidshusbebyggelse och numera är ön tätbebyggd med totalt 104 fritidsfastigheter, förutom det gamla torpet som ännu står kvar. Artur von Schmalensee lät 1960 uppföra ett sommarhus på ön åt sig själv och sin hustru. Huset förekommer i Lena Andersons barnböcker om Stina men i illustrationerna är huset förflyttat till Långviksskär.
Fiversätraön var inspelningsplats (fiktiva ön Stråholmen) i Lasse Åbergs film SOS – en segelsällskapsresa och scenerna med sjömacken spelades in här. I verkligheten finns här ingen sjömack.